# Тацій Василь Якович
Васи́ль Я́кович Таці́й (13 січня 1940, Полтава — 28 вересня 2022, Харків) — український учений-правознавець, почесний президент Національної академії правових наук України, академік НАН України. Герой України, повний кавалер ордена князя Ярослава Мудрого. Член ЦК КПРС у 1990—1991 роках.

## Біографія
Почав свою трудову діяльність у 1957 році токарем Полтавського паровозного депо. У 1959—1963 роках навчався у Харківському юридичному інституті імені Дзержинського. Член КПРС з 1960 по 1991 рік.
Після закінчення Харківського юридичного інституту працював з 1964 року помічником прокурора Полтавського району, прокурором відділу по нагляду за розглядом у судах кримінальних справ у Полтавській обласній прокуратурі.
З 1966 р. життя і діяльність Тація пов'язані з Національною юридичною академією України ім. Ярослава Мудрого (нині Національний юридичний університет імені Ярослава Мудрого"): з 1966 по 1969 р. — аспірант, з 1969 по 1972 р. — старший викладач, з 1972 по 1973 р. — доцент, заступник декана денного факультету, з 1973 по 1987 рік — проректор з наукової роботи, з липня 1987 по 2020 рік — ректор Харківського юридичного інституту імені Дзержинського (Національного університету «Юридична академія України імені Ярослава Мудрого») і водночас (з 1991 р.) завідувач кафедри кримінального права університету.
У 1970 р. захистив кандидатську дисертацію «Кримінальна відповідальність за комерційне посередництво» (спеціальність 12.00.08). У 1973 р. присвоєно вчене звання доцента.
У 1984 р. захистив докторську дисертацію «Проблеми відповідальності за господарські злочини: об'єкт та система» (спеціальність 12.00.08). У 1985 р. присвоєно вчене звання професора.
У 1990—1993 роках — заступник голови Центрвиборчкому.
З 1993 р. — президент Національної академії правових наук України.
У 1997 р. обраний дійсним членом (академіком) Національної академії наук України (відділення історії, філософії та права).
Автор понад 350 наукових праць, у тому числі більше 30 монографій, навчальних посібників та підручників, що стали значним внеском у розвиток юридичної науки. Його праці присвячені дослідженню фундаментальних проблем кримінального права (підстави кримінальної відповідальності, склад злочину, об'єкт кримінально-правової охорони, злочини проти держави, господарські злочини, злочини проти довкілля тощо), проблемам теорії держави та права (питання методології правової науки, порівняльно-правових досліджень і правозастосування), конституційного права (принципи організації законотворчого процесу, правова природа та ієрархія правових актів тощо).
Вів значну роботу з підготовки науково-педагогічних кадрів, під його керівництвом почали свій шлях у науку кандидати і доктори юридичних наук. Він був головою спеціалізованої наукової ради ВАК України по захисту докторських дисертацій з юридичних наук. Багато років очолював Експертну раду з юридичних наук при Міністерстві освіти і науки України, був членом ВАК України.
В. Я. Тацій — президент Національної академії правових наук України, створеної за його ініціативою і безпосередньою активною участю. Академія є визнаним в Україні і далеко за її межами науковим юридичним центром. Вона здійснює діяльність по консолідації інтелектуального потенціалу вчених-юристів України, організації і проведенню фундаментальних і прикладних досліджень у галузі держави і права, координації наукової роботи, сприянню інтеграції академічної і вузівської науки, узагальненню європейського і світового досвіду правового регулювання суспільних відносин, робить значний внесок у наукове обґрунтування правотворчої роботи Верховної Ради України, органів державної виконавчої влади і правоохоронних органів.
Проводив значну громадську роботу. Член низки президентських та урядових комісій: Комітету з державних премій України в галузі науки і техніки, Національного антикорупційного комітету, робочої групи з питань судової реформи при Президентові України, Міжвідомчої комісії з комплексного вирішення проблем у сфері боротьби з корупцією Ради національної безпеки і оборони України, робочої групи Верховної Ради України з доопрацювання проєкту Кримінально-процесуального кодексу України, Науково-консультативної Ради при Верховному Суді України, Науково-методичної ради при Генеральній прокуратурі України, Атестаційної колегії та Координаційної ради з пріоритетних напрямків розвитку науки і технологій Міністерства освіти і науки України, Міжвідомчої ради з координації фундаментальних досліджень при НАН України, Бюро Ради Північно-Східного наукового центру НАН України, член Президії НАН України, Ради Української федерації вчених, Ради Союзу юристів України, Координаційної ради Міжнародного союзу юристі, Ради директорів Європейської організації публічного права, Міжнародної асоціації законодавства, Міжнародної асоціації юридичної методології, віцепрезидент Спілки ректорів вищих навчальних закладів України, науково-експертної групи з підготовки Конституційної Асамблеї та інших.
Як член Конституційної комісії він брав участь у розробці проєкту нової Конституції України (1996), був головою робочої групи Кабінету Міністрів по розробці нового Кримінального кодексу України (2001), головою Комісії з доопрацювання та узгодження проєктів Кримінального, Кримінально-процесуального та Кримінально-виконавчого кодексів України, членом Координаційної ради з питань судово-правової реформи. Очолював урядову делегацію України на Дипломатичній конференції повноважних представників держав під егідою ООН по створенню Міжнародного Кримінального Суду. Брав участь у розробці проєкту Статуту Міжнародного Кримінального Суду та у підготовці багатьох інших законопроєктів.
Головний редактор збірника наукових статей «Вісник Національної академії правових наук України», відповідальний редактор міжвідомчого наукового збірника «Проблеми законності», член Ради видавців журналу «Право України», член редакційної ради науково-практичного журналу Следственного комітету Республіки Білорусь «Попереднє розслідування»., член редакційної колегії «Вісник прокуратури», член видавничої ради журналу «Вісник Верховного Суду України», наукової ради науково-практичного журналу «Інтелектуальний капітал», голова редакційної ради газети «Vivat Lex», член редколегії журналу «Новий колегіум», «Вища школа», «Губернія» та ін.
Помер 28 вересня 2022 року у Харкові.

## Наукові досягнення
Тацій В.Я. значну увагу приділив дослідженню такої складної соціальної категорії, як інтерес та його кримінально-правовим аспектам. Він довів, що інтерес не може бути складовою частиною структури суспільних відносин, а є до певної міри самостійним явищем. Він водночас заперечував проти штучного розриву й протиставлення категорій «суспільні відносини» та «інтерес», показавши їх нерозривний діалектичний зв'язок. Ним уперше було визначено структуру відносин системи господарства, яка є родовим об'єктом господарських злочинів, установлено їхні суб'єктний склад, предмет і соціальний зв'язок, сформульовано нове у вітчизняній кримінально-правовій науці загальне поняття господарського злочину.
Активно розробляв теорію правової держави та її формування в Україні, що знайшло відображення не тільки в його публікаціях, а й в Конституції України, проєкті судово-правової реформи, законодавчих актах.
Один із напрямів наукової діяльності Василя Тація — проблеми конституційного права. Вчений усебічно обґрунтував пропозицію щодо двопалатного парламенту, принципів організації законопроєктного процесу, правової природи та ієрархії правових актів.

### Освіта
1963 року закінчив Харківський юридичний інститут.
Кандидатська дисертація на тему «Кримінальна відповідальність за комерційне посередництво» (1970, Харківський юридичний інститут).
Докторська дисертація — «Проблеми відповідальності за господарські злочини: об'єкт та система» (Київський університет, 1983).

## Нагороди та звання
- Орден «Знак Пошани» (1981);
- Медаль «В ознаменування 100-річчя з дня народження Володимира Ілліча Леніна» (1970);[6]
- Звання Герой України з врученням ордена Держави (19 серпня 2004) — за визначні особисті заслуги перед Українською державою у розвитку юридичної науки, багаторічну плідну наукову, педагогічну і громадську діяльність[7]
- Орден князя Ярослава Мудрого I ст. (23 липня 2018) — за вагомий особистий внесок у розвиток вітчизняної правової науки, багаторічну плідну наукову діяльність та високий професіоналізм[8]
- Орден князя Ярослава Мудрого II ст. (27 червня 2015) — за значний особистий внесок у державне будівництво, соціально-економічний, науково-технічний, культурно-освітній розвиток України, вагомі трудові здобутки та високий професіоналізм[9]
- Орден князя Ярослава Мудрого III ст. (7 жовтня 2009) — за вагомий особистий внесок у реалізацію державної правової політики, зміцнення законності та правопорядку, високий професіоналізм у захисті конституційних прав і свобод громадян та з нагоди Дня юриста[10]
- Орден князя Ярослава Мудрого IV ст. (23 серпня 1998) — за визначні особисті заслуги перед Україною у становленні системи законодавства, зміцненні правових засад державності, плідну наукову і педагогічну діяльність та з нагоди 7-ї річниці незалежності України[11]
- Орден князя Ярослава Мудрого V ст. (4 листопада 1995) — за видатні заслуги перед українською державою у розвитку юридичної науки, значний особистий внесок у підготовку юридичних кадрів[12]
- Орден «За заслуги» I ст. (8 жовтня 2012) — за вагомий особистий внесок у реалізацію державної правової політики, зміцнення законності та правопорядку, розвиток юридичної науки, багаторічну плідну працю та високий професіоналізм[13]
- Орден «За заслуги» II ст. (12 січня 2000) — за визначний особистий внесок у становлення системи законодавства, зміцнення правових засад державності, багаторічну плідну наукову і педагогічну діяльність[14]
- Державна премія України в галузі науки і техніки 2004 року — за багатотомну наукову працю «Юридична енциклопедія» (у складі колективу)[15]
- Державна премія України в галузі архітектури 2001 року — за архітектуру комплексу будівель Національної юридичної академії України імені Ярослава Мудрого в місті Харкові (у складі колективу)[16]
- Заслужений діяч науки і техніки Української РСР (29 грудня 1989) — за заслуги в розвитку наукових досліджень та підготовці кадрів[17]
- Орден «Знак Пошани» (1981), дві медалі (1970, 1984).
- нагороджений Почесними грамотами Верховної Ради України (2001) та Кабінету Міністрів України (2002). Лауреат Премії імені В. Вернадського (2001), імені Ярослава Мудрого (2001, 2002), «Феміда-99».
- Має ряд відомчих, громадських, церковних нагород та урядові нагороди інших держав.
- Державний радник юстиції І класу.
- Почесний доктор Київського національного університету ім. Т. Г. Шевченка (2000)[18]
- Почесний доктор Харківського національного університету внутрішніх справ (2002) та ін.
- Почесний громадянин Полтави (2001)
- Почесний громадянин Харкова (2004).
- Почесний громадянин Харківської області (2014)[19].